# Одживул (гміна)
Гміна Одживул (пол. Gmina Odrzywół) — місько-сільська гміна у центральній Польщі. Належить до Пшисуського повіту Мазовецького воєводства.
Станом на 31 грудня 2011 у гміні проживало 4037 осіб.

## Площа
Згідно з даними за 2007 рік площа гміни становила 94.83 км², у тому числі:
- орні землі: 70.00%
- ліси: 25.00%

Таким чином, площа гміни становить 11.84% площі повіту.

## Населення
Станом на 31 грудня 2011:
| Опис     | Загалом | Загалом | Чоловіки | Чоловіки | Жінки | Жінки |
| -------- | ------- | ------- | -------- | -------- | ----- | ----- |
| одиниця  | осіб    | %       | осіб     | %        | осіб  | %     |
| все      | 4037    | 100     | 2095     | 51.89    | 1942  | 48.11 |
| міське   | 0       | 100     | 0        |          | 0     |       |
| сільське | 4037    | 100     | 2095     | 51.89    | 1942  | 48.11 |

## Сільські округи
1. Цетень
2. Домброва
3. Єлєньок
4. Каменна-Воля
5. Клонна
6. Колєня-Осса
7. Ліпіни
8. Ленгоніце-Мале
9. Мисляковіце
10. Мисляковіце-Колєня
11. Одживул
12. Осса
13. Ружанна
14. Станіславув
15. Вандзінув
16. Високін

## Сусідні гміни
Гміна Одживул межує з такими гмінами: Джевиця, Жечиця, Кльвув, Нове-Място-над-Пилицею, Пошвентне, Русінув.